# Strmělka mechová
Strmělka mechová (Cantharellula umbonata (Gmelin :Fr.) Singer.1936) je nejedlá houba z čeledi čirůvkovitých.

## Synonyma
- strmělha pupkovitá
- Agaricus molliculus Britzelm., 1885
- Cantharellus umbonatus (J.F. Gmel.) Pers., 1794
- Clitocybe umbonata (J.F. Gmel.) Konrad,1931
- Hygrophoropsis umbonata (J.F. Gmel.) Kühner & Romagn., 1953
- Merulius umbonatus J.F. Gmel., 1792[2]